# Heinrich Schneider (Politiker, 1814)
Heinrich Schneider (* 15. Oktober 1814 in Machtlos im Landkreis Hersfeld-Rotenburg; † 5. April 1885 in Schlüchtern) war Mitglied der Kurhessischen Ständeversammlung.

## Leben
Heinrich Schneider war ein Sohn des Valentin Schneider und dessen Ehefrau Anna Barbara Lauer und übte den Beruf des Schreiners aus. Er erhielt 1833 ein Mandat für die kurhessische Ständeversammlung, wurde als gemäßigt Liberaler für Schlüchtern in den Landtag gewählt und blieb dort bis 1835.
Die Ständeversammlung wurde nach den Unruhen im Jahre 1830 zum Zweck der Beratung und Verabschiedung einer Verfassung gebildet und hatte bis 1866 Bestand, als das Land Hessen durch Preußen annektiert wurde.